# Max Wickenburg
Graf Max(imilian) Capello von Wickenburg (* 21. März 1857 in Wien; † 4. Februar 1918 in Grundlsee, Steiermark) war ein österreichischer Beamter und Minister.

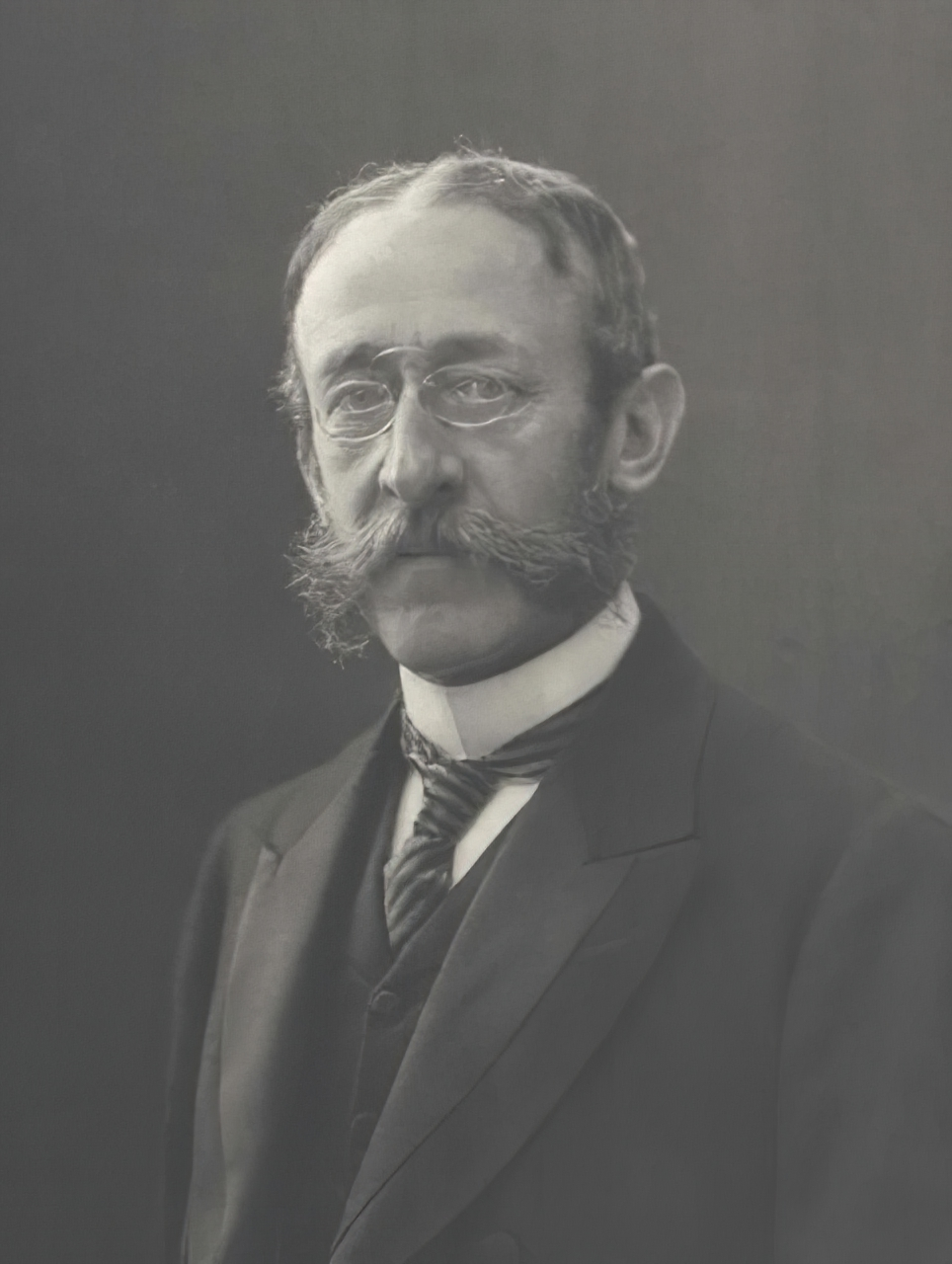
Max Wickenburg

## Leben
Er war der Sohn von Graf Ottokar Capello von Wickenburg (1831–1904) und dessen Frau Sophie, geborene Hunyady von Kéthely (1835–1869). Sein jüngerer Halbbruder war der Maler Alfred Wickenburg. Mit seiner Frau Gabriele bekam er 1889 die Tochter Sophie Johanna Henriette, die den Offizier Alfred Graf von Brusselle-Schaubeck heiratete.
Wickenburg studierte Rechts- und Staatswissenschaften in Graz. Während seines Studiums wurde er 1874 Mitglied der Burschenschaft Arminia Graz. Er erwarb den Dr. jur. und trat in den Staatsdienst ein. 1892 bis 1903 fungierte er als Bezirkshauptmann des Bezirks Leoben, später wurde er Geheimer Rat und Chef der Kunstsektion im Ministerium für Kultus und Unterricht.
1898 erhielt Wickenburg das Ritterkreuz des Franz-Joseph-Ordens, 1909 wurde er Kommandeur des St. Stephan-Ordens und 1911 wurde ihm der Orden der Eisernen Krone, Ritter 1. Klasse verliehen. Zudem war er Ehrenbürger von Leoben.
Von 15. November 1908 bis 10. Februar 1909 war Wickenburg Minister für öffentliche Arbeiten sowie von 9. Jänner 1911 bis 3. November 1911 österreichischer Innenminister in den Kabinetten Bienerth und Gautsch.
1912 bis zu seinem Tod 1918 stand er der Gesellschaft der Denkmäler der Tonkunst in Österreich (DTÖ) vor.
Am 4. Februar 1918 starb Wickenburg im Alter von 60 Jahren in Grundlsee an Tuberculosis pulmonum und damit einhergehender Kachexie. Am 25. Oktober 1927 wurde sein Leichnam in die Familiengruft bei der Pfarrkirche Bad Gleichenberg überführt.